# خانقیز عمر
خانقیز عمر (اویغوری: خانقىز ئۆمەر، ت. «Xanqiz Ömer») که بیشتر با نام هنری هانیکِزی (چینی: 哈妮克孜; پین‌یین: Hā Nī Kè Zī) شناخته می‌شود، بازیگر، رقصنده و مدل چینی از تبار اویغور است. او نخستین بار در سال ۲۰۱۸ با حضور در برنامهٔ جوانان چین در آی‌چی‌یی به شهرت رسید.

## زندگی اولیه
هانیکِزی در ۲۹ ژانویه ۱۹۹۶ در خانواده‌ای اویغور در شهر اورومچی، منطقهٔ خودمختار سین‌کیانگ چین به دنیا آمد. نام اصلی او خانقیز در زبان اویغوری به معنای «رهبر در میان زنان» است. او پس از پایان دورهٔ دبیرستان، برای دو سال به‌عنوان بازیگر به گروه هنری ارتش آزادی‌بخش خلق چین پیوست و همزمان در مؤسسه هنر سین‌کیانگ مشغول تحصیل شد.

## حرفه
در سال ۲۰۱۸، هانیکِزی توسط شرکت سرگرمی Mountain Top Entertainment مستقر در پکن کشف و با آن قرارداد امضا کرد و به صورت رسمی فعالیت حرفه‌ای خود را آغاز نمود. در ماه اکتبر همان سال، او در برنامهٔ جوانان چین از پلتفرم آی‌چی‌یی شرکت کرد. اگرچه در نهایت از این برنامه حذف شد، اما اجرای چشمگیر او از رقص «رؤیای دون‌هوانگ» باعث جلب توجه گسترده و محبوبیت در سراسر کشور شد.
در ۱ ژانویه ۲۰۱۹، هانیکِزی در جشن سال نو شبکهٔ سی‌سی‌تی‌وی حضور یافت و همراه با خوانندهٔ قزاقستانی، دیماش قودای‌برگن، ترانهٔ «مو لی هوا» را اجرا کرد. پس از آن، در اسپرینگ فستیوال گالا شبکهٔ هونان تی‌وی شرکت کرد و در رقص گروهی «جادهٔ ابریشم» همراه با چند هنرمند دیگر به اجرا پرداخت.
در سال ۲۰۲۰، هانیکِزی نقش اصلی را در مجموعه تاریخی رقص امپراتوری آسمان ایفا کرد. در ادامه، در پروژه‌های مختلفی از جمله ترانه‌ای برای جوانی، افسانهٔ عشق باستانی، یادداشت نهایی و فیلم فانتزی تاریخی روح قاپ ایفای نقش کرد.